# 出過杉くん
出過杉くん（でかすぎくん）は、フリーゲーム投稿サイト「unityroom」に投稿されたフリーゲーム。第35回あほげーのエントリー作品として、個人開発者のジェッドムによって投稿された。

## 製作
24時間で「あほなゲーム」を作るイベント「あほげー」の第35回のエントリー作品。2021年7月21日の21時に運営によるYouTube Live配信で発表されたお題「デカ」に対して、個人開発者のジェッドムが翌22日の11時40分に本作を公開した。
ゲームエンジンはUnityを使用。作中のBGMは、Studio神無月の「著作権フリー素材集 Vol.08」の「オーケストラバトル」が使用されている。ジェッドムはHinge Jointをキャラクターの歩行に使用することに苦戦したと述べている。

## ゲーム内容
巨大な少年「出過杉くん」を操り、ゴールの城を目指す、ミニゲームタイプの固定画面2Dアクションゲーム。城までの道のりは平坦だが、唯一の障害物として道中に2人の人がランダムに配置されており、人を踏み潰してしまうと失敗になる。また、「出過杉くん」が画面外に出てしまっても失敗になる。ゴールするとそれまでにかかった時間が記録され、ランキングに登録することができる。
「出過杉くん」は股関節以外の関節がない長い2本の脚を持ち、キーボードのQ、W、O、Pの4つのキーでこの脚を操作する。Q、Wが後ろの足（右脚）、O、Pが前の足（左脚）の前後の動きに対応している。多く意図しない動きをするため、シビアな難易度となっている。股関節の可動域は制限がなく、キーを押し続けることで脚が回転までしてしまう。本ゲームのプレイヤーはその仕様を活かし、脚を高速回転させる「タケコプター」のようなテクニックも生み出された。
制作者による想定プレイ時間は約3分。1プレイは数十秒で終わり、また、Rキーで即座にリトライができるカジュアルな仕様になっている。

## 反響
2021年7月23日に発表された第35回あほげーのランキングでは、41作中6位にランクインした。
制作者のジェッドム本人によるプレイ動画のツイートや、「出木杉くんのクソゲーほんとにクソ過ぎてキレそうになってる」といった感想を付されたプレイ動画のツイートがTwitter上で拡散され、インパクトのある見た目、奇抜な発想と高い難易度で話題を呼び、プレイヤー数の拡大につながった。実況プレイ配信の許可を求める声がジェッドムにいくつか届き、ジェッドムは本作に限らず自作ゲームの動画投稿に関して、制限を課さない旨を表している。
ゲーム関連のニュースサイト「インサイド」は、リトライの快適さから何度も遊びたくなる中毒性があると評し、「あほげー」のエントリー作であることもあり「正真正銘の“あほげー”」と表現した。